# Trại giam Z30D
Trại giam Z30D (còn gọi là Trại giam Thủ Đức) là một trại giam tọa lạc tại xã Tân Đức, huyện Hàm Tân, tỉnh Bình Thuận, Việt Nam trực thuộc Bộ Công An, hiện nay là nhà tù lớn nhất nước này, giam giữ 1/10 phạm nhân trong nước.
Trại giam này vốn là Trung tâm cải huấn Thủ Đức của chính quyền Việt Nam Cộng hòa tọa lạc tại Thủ Đức. Từ năm 1975, nó trở thành Trại cải tạo Thủ Đức nhằm thực hiện việc giam giữ, cải tạo người làm việc cho chính quyền Việt Nam Cộng hòa và phạm nhân vi phạm pháp luật. Sau đó ít lâu, cơ sở Trại cải tạo Thủ Đức được Bộ Nội vụ Việt Nam dời về huyện Hàm Tân để sáp nhập với trại cải tạo Hàm Tân thành Trại quản lý cải tạo phạm nhân Thủ Đức (kí hiệu là Z30D). Hiện nay có tên chính thức là Trại giam Thủ Đức thuộc Tổng cục Cảnh sát Thi hành án hình sự và Hỗ trợ tư pháp Bộ Công an. 